# Comuna Șîșakî, Horol
Șîșakî (în ucraineană Шишаки) este o comună în raionul Horol, regiunea Poltava, Ucraina, formată din satele Padusi, Pavlivka, Rîbcenkî și Șîșakî (reședința).

## Demografie
Componența lingvistică a comunei Șîșakî
     Ucraineană (97,16%)
     Rusă (2,69%)
Conform recensământului din 2001, majoritatea populației comunei Șîșakî era vorbitoare de ucraineană (97,16%), existând în minoritate și vorbitori de rusă (2,69%).